# Östuna socken
Östuna socken i Uppland ingick i Långhundra härad, ingår sedan 2003 i Knivsta kommun i Uppsala län och motsvarar från 2016 Östuna distrikt.
Socknens areal är 49,99 kvadratkilometer, varav 48,11 land. År 2000 fanns här 577 invånare.  Godset Vallox-Säby samt sockenkyrkan Östuna kyrka ligger i socknen.  

## Administrativ historik
Östuna socken har medeltida ursprung. 
Vid kommunreformen 1862 övergick socknens ansvar för de kyrkliga frågorna till Östuna församling och för de borgerliga frågorna till Östuna landskommun. Landskommunen inkorporerades 1952 i Knivsta landskommun som 1971 uppgick i Uppsala kommun och 2003 utbröts därur och bildade Knivsta kommun. 1971 övergick området från Stockholms län till Uppsala län.
1 januari 2016 inrättades distriktet Östuna, med samma omfattning som församlingen hade 1999/2000.
Socknen har tillhört län, fögderier, tingslag och domsagor enligt vad som beskrivs i artikeln Långhundra härad. De indelta soldaterna tillhörde Upplands regemente Hundra Härads kompani samt Livregementets dragonkår, Livskvadronen.

## Geografi
Östuna socken ligger sydost om Uppsala kring Storån (Laggaån) och sjön Valloxen.  Socknen är en slättbygd med skogsbygd i norr och söder.
. I Östuna finns den nordligaste utsträckningen av Stockholmsåsen, inne i Stockholm kallad  Brunkebergsåsen.

## Fornlämningar
Från bronsåldern finns spridda gravrösen och stensättningar. Från järnåldern finns 45 gravfält och en fornborg. Tio runstenar har påträffats.

## Namnet
Namnet skrevs år 1322 Östunum och kommer från kyrkbyn. Namnet innehåller tuna, 'inhägnad' och förleden öster, vilket ger tolkningen 'det östra Tuna'.